# Eladio Silvestre
Eladio Silvestre Graells, más conocido como Eladio (Sabadell, 18 de noviembre de 1940) es un exfutbolista español en la década de 1960.

## Trayectoria
Jugaba en la posición de defensa. Pasó por los equipos Mercantil de Sabadell, UE Lleida, CD Condal, FC Barcelona, Hércules CF, y Gimnastic de Tarragona.
En el Barcelona destacó como jugador, militando entre los años 1962 y 1972. Con el Barça jugó 428 partidos oficiales, marcó 14 goles (8 en Liga) y fue capitán del equipo, formando una mítica defensa junto a Benítez y Gallego. Entre sus marcas hay que destacar sus participaciones en la Liga (226, posicionado en el puesto 21 de máximos jugadores del FC Barcelona en Liga) y su presencia en la Final de la Recopa de 1968-69.
Con la Selección Española de Fútbol jugó en 10 ocasiones, disputando la Copa del Mundo de Inglaterra 66 y jugó también con la selección catalana de fútbol. Con España su trayectoria incluyó su debut en el España 1-1 Uruguay (La Coruña, 23/06/1966) hasta su último partido como internacional, un Suiza 0-1 España (Lausanne, 22/04/1970)

## Palmarés

### Campeonatos nacionales
| Título                | Club         | País   | Año  |
| --------------------- | ------------ | ------ | ---- |
| Copa del Generalísimo | FC Barcelona | España | 1963 |
| Copa del Generalísimo | FC Barcelona | España | 1968 |
| Copa del Generalísimo | FC Barcelona | España | 1971 |

### Torneos internacionales
| Título                      | Club         | País      | Año  |
| --------------------------- | ------------ | --------- | ---- |
| Copa de Ferias              | FC Barcelona | Zaragoza  | 1966 |
| Copa de campeones de Ferias | FC Barcelona | Barcelona | 1971 |